# Sztropkó
Sztropkó (szlovákul Stropkov, németül Stropko) város Szlovákiában, az Eperjesi kerület Sztropkói járásának székhelye. Boksa tartozik hozzá.

## Fekvése
Eperjestől 57 km-re északkeletre, az Ondava partján fekszik.

## Nevének eredete
Neve a szláv Stropek személynévből való. A szlovák Stropkov jelentése: Stropek udvarháza.

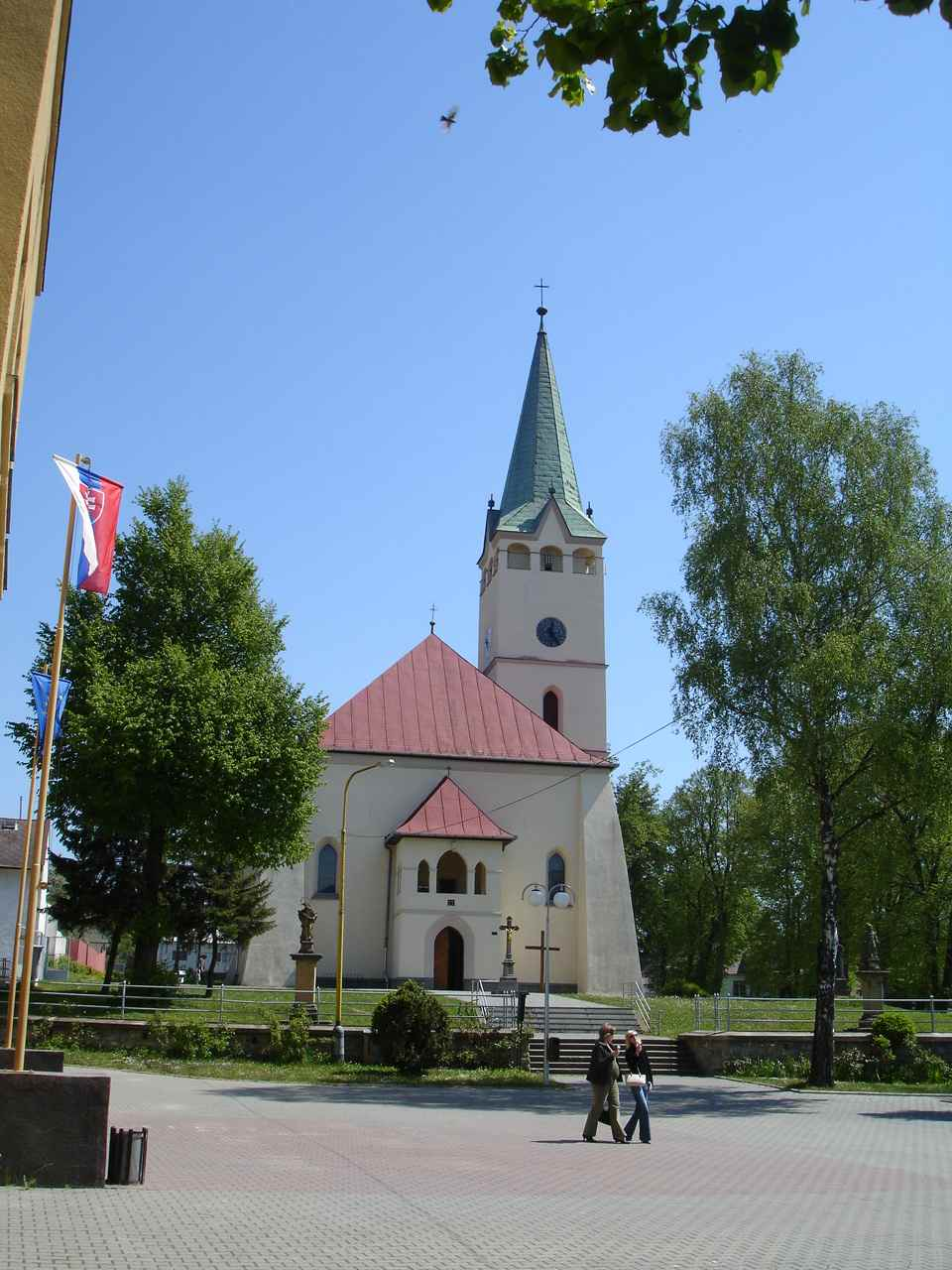
A gótikus templom a 14. századból.

## Története
A település keletkezésének pontos idejéről nincs történeti forrás. Szirmay Antal 1803-ban kelt Zemplén vármegye topográfiája című művében forrás megjelölése nélkül közli, hogy várát a tatárjárást követően, 1245-ben a Czudar család építtette IV. Béla király felhívására. A várról történeti forrásokból annyi tudható, hogy a 13. században épült, egykor öregtorony és palotaszárny tartozott hozzá, ahol gyakran tartották a vármegye nemesi közgyűléseit. Feltételezhető, hogy a vár körüli település is a várral egy időben jött létre.
Sztropkó a középkorban vámszedési joggal rendelkező mezőváros és uradalmi központ, melyhez 39 falu tartozott. Szent Anna tiszteletére szentelt gótikus temploma már a 14. században állt. A városban már a 14. század végén működött iskola. Az első hiteles forrás a városról Zsigmond király 1404-ben kelt adománylevele, melyben „Toporó” néven szerepel. Ekkor a várat és uradalmát a Czudar családtól elvéve Luxemburgi Zsigmond király hívének, Perényi Péternek adja. 1408-ban a király Perényi Imrét megerősíti birtokaiban, ebben az oklevélben a város „Ztrupko” néven szerepel. Ennek az oklevélnek egy fennmaradt másik változata „Strupko ac castello Thoporo” néven említi a várost és a várat. 1409-ben a krakkói egyetem diákjai között sztropkói is található. 1410-ben a király új adományt ad, ebben többek között „Ztropko” város is szerepel vámjával és a korábban már hozzá tartozott 30 faluval együtt. Egy 1430-as birtokmegosztási oklevélben „oppidium Stropkow”, másutt pedig „civitas Strupko” néven említik a hozzá tartozó 36 faluval együtt. A későbbiekben „Stropko”, „Ztropko”, „Ztrupko”, „Stropkow” alakban szerepel a korabeli forrásokban. Később is említenek sztropkói diákokat, ismeretes például egy Sztropkói János, aki Bártfán 1442-ben patikus volt. Sztropkói Lőrinc 1468-ban a budai domonkos kolostorban jegyzi le a regensburgi Szent Katalin legendát. A városi tanács első határozatai a 15. század második feléből ismertek a város pecsétjével együtt, mely Szent Annát és Máriát ábrázolta.
1473-ban rövid időre a lengyelek foglalták el, de Hunyadi Mátyás kiűzte őket. 1491-ben Albert lengyel herceg véres ostrommal foglalta el, mely során a Perényi család két tagja is elesett. 1492-ben Czudar Simon felgyújtatta. Ebben az évben ismét említik várát, mint az uradalom központját, melyhez 37 falu tartozik. Ezután Bakócz Tamás esztergomi érsek vásárolta meg, majd rokonaié, az Erdődyeké. 1515-ből az iskola tanítójának neve is ismert. 1539-ben a város már újra a Perényieké. A család kihalása után a királyé lett. 1568-ban I. Miksa a Gersei Pethő családnak adta. Az 1569. évi úrbéri összeírás szerint a városban 72 család élt, melyeket név szerint is ismerünk. Lakói között számos német név található, akik valószínűleg még a 14. században Bártfa és Eperjes vidékéről érkeztek a városba. Nekik köszönhetően a városban csakhamar fejlett kézműipar alakult ki. 1569-ben már több fazekas, kovács, fuvaros, cipész élt itt és megalakultak a céhek is. Az 1569-es összeírásból az is megállapítható, hogy a város akkori lakosságának 35,7%-a magyar volt (többnyire délről menekülőkről beszélhetünk). 1575-ben a városban már 17 féle kézműves mesterséget űztek. Céhük volt például az aranyműveseknek, bognároknak, szabóknak, szűcsöknek és fazekasoknak.
1703-ban meghódolt a kurucoknak, de 1711-ben a császáriak visszafoglalták és lerombolták várát, annak csak egy épületszárnya és a vártemplom maradt meg. Romjaira a 18. század elején kastély épült. A birtok a kuruc háborúk után is a Gersei Pethő családé maradt egészen a család 1764-ben bekövetkezett kihalásáig.
A 18. század végén Vályi András így ír róla: „SZTROPKO. Hajdani Vár, és tót Mezőváros Zemplén Várm. földes Urai Gr. Keglevics, Nedeczky, és több Urak, lakosai katolikusok, és kevés egygyesűltt ó hitüek, fekszik n. k. Vojtótzhoz 1, d. Nagy Brezniczához 1, n. ny. Boksához fél, é. Hocsához egy órányira; határja 3 nyomásbéli, leginkább zabot, középszerűen kétszeres búzát, és rozsot, egy nyomása síkos, kettő hegyes, agyagos, erdeje van, szőleje nints; omladozott Várának közepén parochiális góthika módra épűltt Temploma van, és só letétel; a’ Városnak északi részén van pedig a’ Szent Ferentz Szerzetebéli Atyáknak Klastromjok; 2 országos vásárja, és minden Hétfőn héti vásárjai esnek.”
A kastélyt a 19. század elején klasszicista stílusban bővítették.

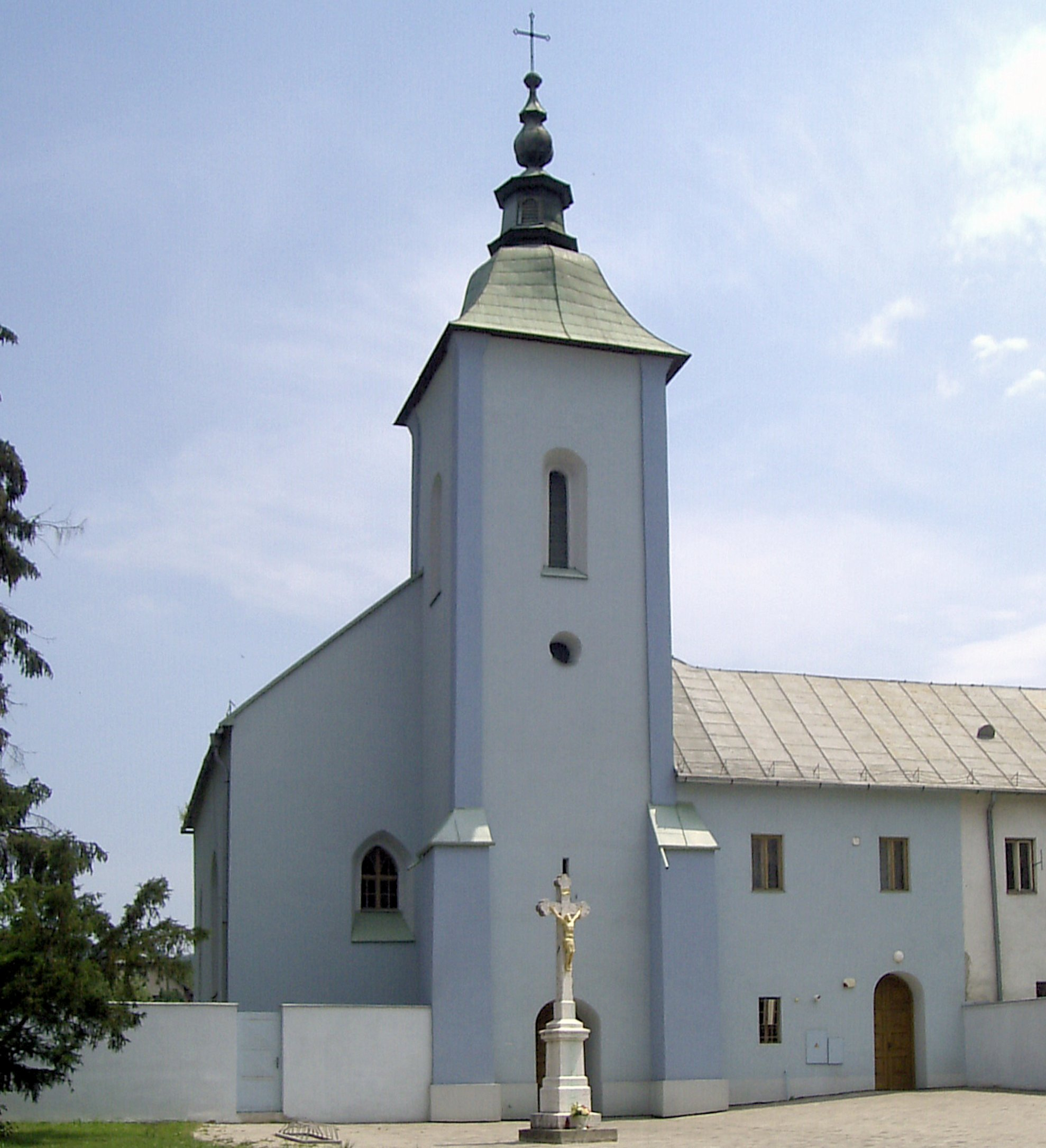
A ferencesek temploma és kolostora.

Fényes Elek 1851-ben kiadott geográfiai szótárában így ír a városról: „Sztropkó, tót m. v. Zemplén vmegyében, Ujhelyhez északra 12, Eperjeshez 5 1/2 mfdnyire, Sáros vmegye szélén: 1542 r., 114 g. kath., 10 evang., 550 zsidó lak. Kath. paroch. templom. Synagóga. Vásárai népesek. Rétjei az Ondava mentiben jók. Erdeje s 1284 holdra terjedő szántóföldje van. Láthatni itt továbbá egy sz. ferenczi kolostort, s egy régi ötszegletes várat, mellynek közepében van a templom, s más épületek. Épitette ezt bizonyos Zudar 1245-ben. 1414-ben királyi adomány mellett Perényi Péter nyerte meg; 1443. a lengyelek foglalták el; 1486. Perényi Imre visszakapta; 1491. a lengyelek újra elfoglalák, de Perényire nem sokára visszajöve, s ez Bakacs Tamás cardinálnak minden hozzá tartozó jószágokkal együtt 10,111 aranyért eladta. Ettől azonban fia Perényi Péter elvette. 1567-ben Perényi Gábor kihalván, Petheő János kapta meg, s úgy jöttek a gr. Pethő Zsigmond leányágon lévő unokái birtokába.”
Borovszky Samu monográfiasorozatának Zemplén vármegyét tárgyaló része szerint: „Sztropkó, tót kisközség, hajdan mezőváros, 332 házzal és 2276, nagyobbára róm. kath. vallású lakossal, Zemplén vármegye északi részén, közel a galicziai határhoz, az Ondava-folyó balpartján fekszik. Székhelye a sztropkói járásnak. Van benne szolgabíróság, járásbíróság, telekkönyvi hatóság, körjegyzőség, állami anyakönyvi hivatal, csendőrség, pénzügyőrség, posta- és távíróhivatal. Pénzintézete: a sztropkói takarékpénztár részvénytársaság, 1904-ben alakult. A társulási szellemet a „Társas-kör” istápolja. Van mintaszerű állami elemi iskolája és kisdedóvóját a magyar nyelvet és népnevelést Zemplén vármegyében terjesztő egyesület tartja fenn. Két róm. kath. temploma közül az egyiket 1675-ben alakította át gróf Pethő Zsigmond a hajdani kisded vártemplomból. Ennek a ma már nagy és tágas templomnak a belseje feltünően hosszú poligonel-szentélyből és széles, de rövid csúcsíves boltozatú szentélyből áll. A templom támasztó pillérei és ablakai faragott kőből készültek. Főoltára a műfaragás valóságos remeke, melyet a rajta elhelyezett történeti alakok egészítenek ki. A főoltárképen látható utolsó vacsora fölött a gróf Csáky és a gróf Pethő czímerek vannak elhelyezve. Hajójának északi részében van a Boldogságos szűz Mária oltára, mely 1754-ben készült. Ennél az oltárnál minden év július 16-án búcsút tartanak. A hagyomány szerint ez az oltárt ékesítő Mária-kép annak idején igazgyöngyökből készült nyakékkel és aranykoronával volt ellátva, de ezek a drágaságok ismeretlen módon eltűntek és helyüket értéktelen ékszerek foglalják el. A templomi felszerelések között, a Pethő család bőkezüségéből, még ma is több becses tárgy van, melyek közül több értékes darab az 1896. évi ezredéves kiállításon is szerepelt és a kiállítási nagy érmet nyerte el. A piacztéren álló két kőszobor szintén a Pethő család vallásosságát hirdeti. Az egyik Nep. Szt. Jánost, a másik Szt. Flóriánt ábrázolja. Mindkettő 1760-ban készült. A plébániatemplom tornyának déli falán, az elsőemeleti ablak alatt, domborműves emléktáblán Pethő Zsigmondnak pánczélba öltözött térdelő alakja látható, családi czímerével együtt. A vártemplom átalakítása után, plébános hiányában, csaknem egy évszázadon át a szt. ferencz-rendi szerzetesek végezték a plébánosi teendőket, míg végre a sztropkói hívek kérelmére Esterházy Károly egri püspök Novák Mihály róm. kath. lelkészt nevezte ki 1767-ben Sztropkóra plébánossá. A sz. ferencz-rendi klastromot és templomot is gróf Pethő Zsigmond építtette fel 1673-ban, a mikor a klastromba 12 felszentelt szerzetest helyezett el, kiknek fenntartási költségeiről is gondoskodott.

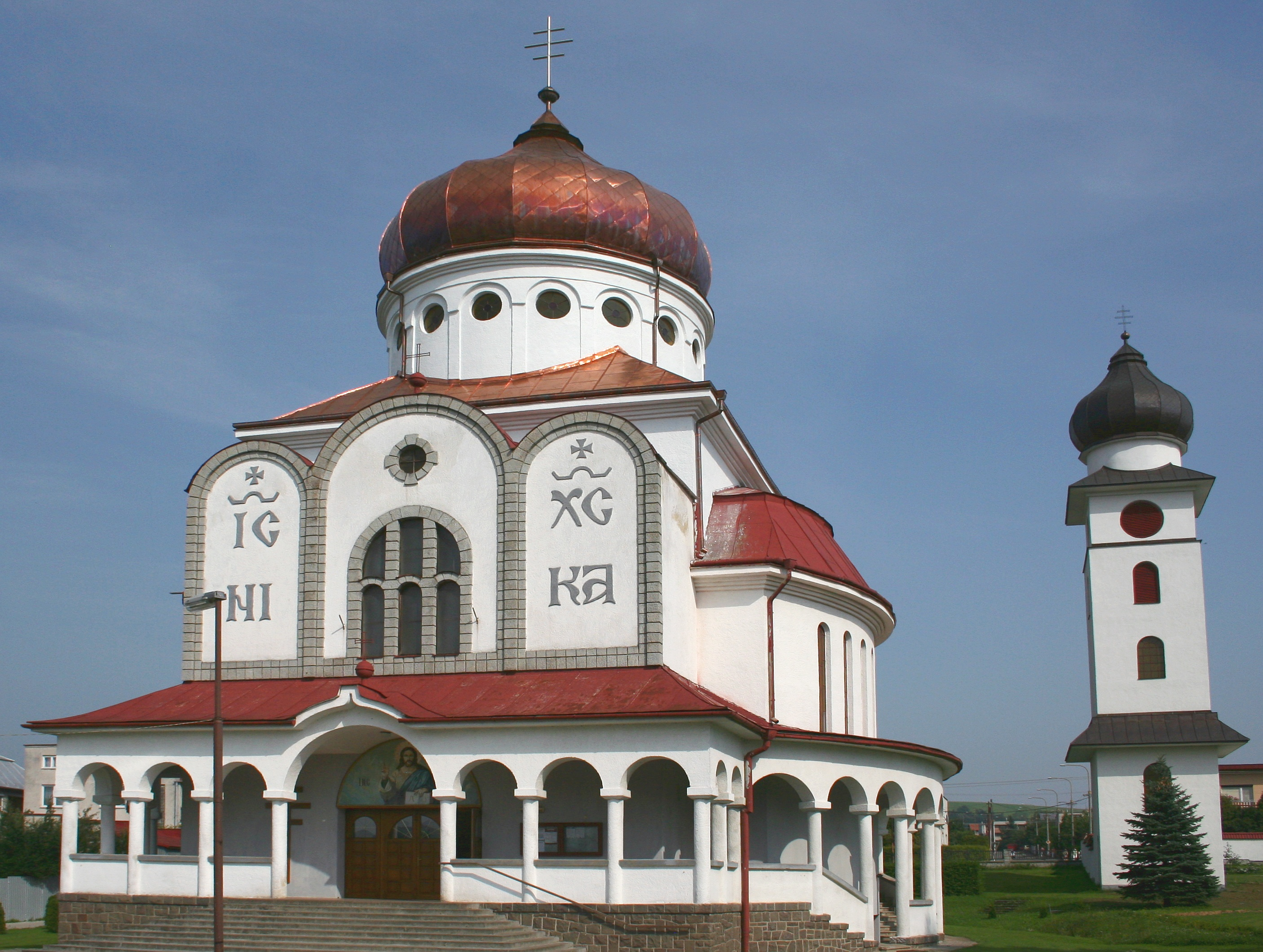
A görögkatolikus templom.

Sztropkó hajdan arról az ötszögű váráról volt nevezetes, melyet, mint határszéli végvárat, a tatárjárás után IV. Béla buzdítására, az ország védelme szempontjából, hazánk egyik legkiválóbb családja, a Zudar család építtetett 1245-ben. Ma már a rengeteg várépületekből csupán a templom keleti oldalán áll fenn az az emeletes épület, a melyben ezidőszerint Malonyay Tamás főszolgabíró lakik. Sztropkó várához ezelőtt tekintélyes uradalom tartozott. Vára fénykorában, két részből állott: a külső és belső várból. A külső vár jóval terjedelmesebb volt a belsőnél. Itt voltak a várőrség és a várnép lakóházai, a külső kert, a gazdasági épületek és az istállók. Itt tartották hajdan a hadgyakorlatokat. Az egészet hatalmas bástya és mély árok körítette. A belső vár közepén állott az őrtorony és e körül házak és nemesi lakok voltak elhelyezve, míg a belső kert közepén Pethő Mihály „Diana” nevű otthona ékeskedett. A belső és külső várat felvonó híd kötötte össze. A várúr lakosztálya a keleti oldalon, a templom végében lehetett. Itt volt a földszinten a ma is meglevő lovagterem, melyben több ízben megyegyűléseket is tartottak. Ennek az épületnek a pinczéiben kezdődött az a titkos alagút, a mely szükség esetén a várbelieket összeköttetésbe hozta a külvilággal. Több mint másfél századon át birtokolta a Zudar család a várat, míg végre Zudar Péter (Domokos fia), a család leghíresebb tagja, azt örökre elvesztette. 1414-ben Zsigmond király adományából már Perényi Pétert uralja a sztropkói vár, melyet 1473-ban a lengyelek kerítettek ugyan hatalmukba, de Mátyás király az általa személyesen vezetett seregével kiűzte a lengyeleket és a várat újból visszaadta a Perényi családnak. Mátyás király halála után, 1491-ben, a midőn Albert támadó hadával az országba tört, először is Sztropkó várát támadta meg és abból kiűzte a Perényieket. E véres összeütközésben lelte halálát, a vár védelme alatt, két Perényi is. 1492-ben Zudar Simon boszúból nemcsak a várat, de magát a várost is felgyujtotta. Ezután Bakócz Tamás bibornok birtokában látjuk Sztropkót és várát, a ki azt 20,000 aranyért vette meg, de ő maga itt nem gazdálkodott, hanem azt Miklós testvérére és közeli rokonára, az Erdődy családra bízta. A várbirtok most már gyors egymásutánban cserélt gazdát. Ferdinánd király jóvoltából 1539-ben a Perényiek újból magukhoz váltják, mígnem Perényi Gábor bekövetkezett halála után a kincstár, vagyis a „királyi városa” lett. Miksa király 1568-ban Gersei Pethő Jánosnak adományozta és e család birtokában maradt annak magvaszakadtáig. A Pethő család legkiválóbb sarja Zsigmond volt (Mihály fia), a kinek az egész Felvidéken vezérszerep jutott. Ő szerezte meg a családnak 1666-ban Lipót királytól a grófi rangot is. Az 1703. év második felében, midőn Sztropkó kaput nyitott a kurucz csapatok előtt, Pethő Zsigmond (Ferencz fia) és fia Ferencz, valamint a másik ágon levő Mihály, meghódolt Rákóczy Ferencznek. Pethő Ferencz, a fiatal gróf, azonban meghalt; mikor pedig 1707-ben az ónodi országgyűlés a Habsburg-háznak abrenunciált, Mihály gróf annyira megijedt, hogy várát, hazáját oda hagyva, Lengyelországba menekült. Hűtlensége következtében a sztropkói várbirtokból a Mihály grófot megillető harmadrész az országos kincstárra szállott, de később Rákóczy Ferencz, brigadérosának Ocskaynak adományozta, a ki azonban nem sokáig élvezhette, mert a birtok, elkoboztatván, a kincstáré, majd később Babocsay Ferencz dandárnoké lett. 1764-ben halt meg Pethő Zsigmond, kiben a Pethő családnak magvaszakadt. Az elhunytat a vártemplom sírboltjában helyezték örök nyugalomra. Özvegye, Szkavinszky Ilona grófné, 1767-ben összehívta az örökösöket és akkor a nagy birtokot hat örökös között osztották meg. Sztropkó (Strupko és Ztropko) neve ekkor, a 17. században használt magyarsággal, igy szerepelt: Istoropkó. Egykori vártartománya kiterjedt nagyjából a mai egész sztropkói járás területére, szám szerint 48 falura. Néhány év óta, hogy közútja, Havajon át, Mezőlaborcz felé is kiépült, közelebb jutott a vasúthoz. Vasúti állomása Mezőlaborcz és a jóval távolabb eső Homonna.”

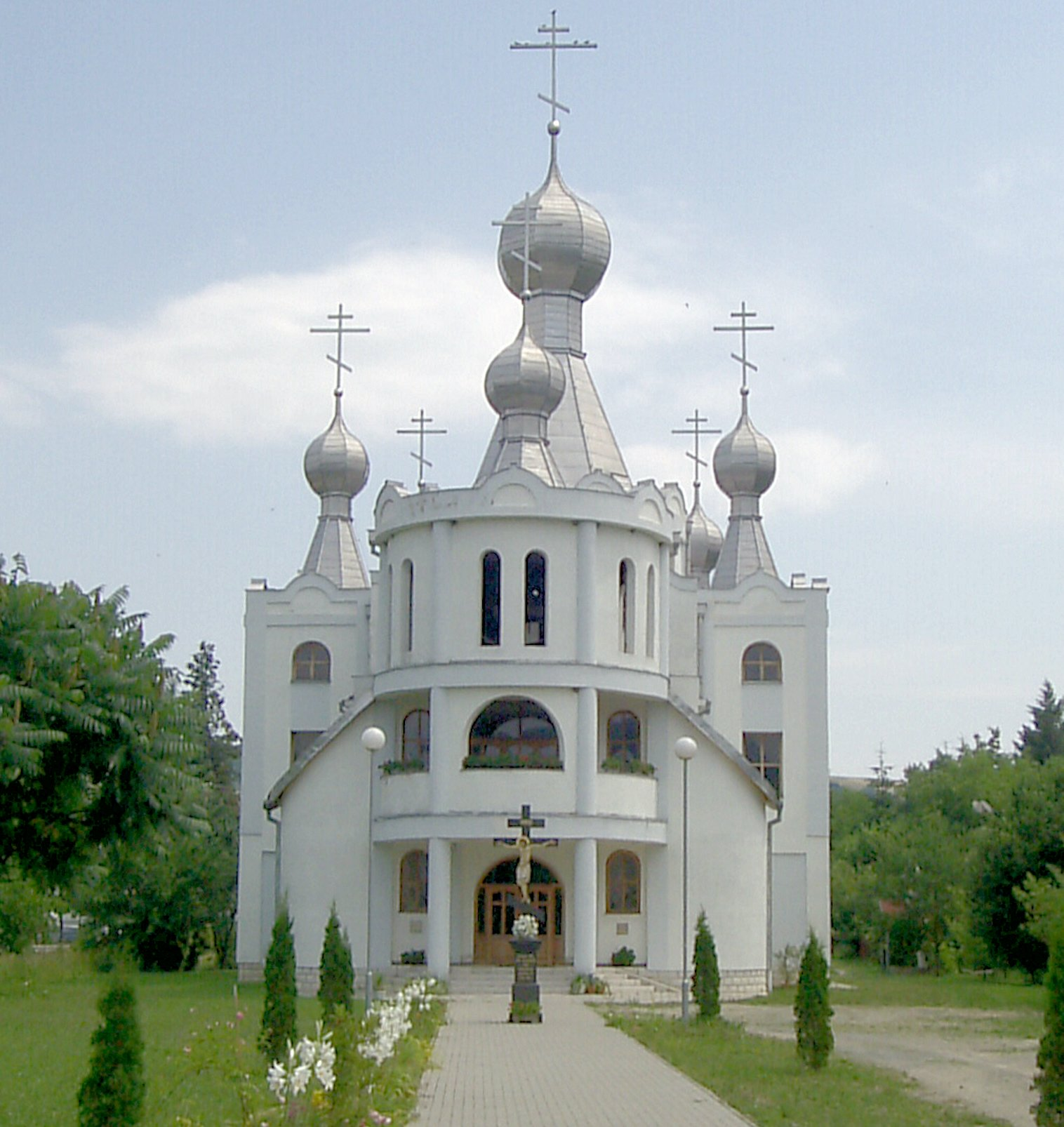
Az ortodox templom.

A trianoni diktátumig Zemplén vármegye Sztropkói járásának székhelye volt.

## Népessége
| Év:            | 1994.  | 2004.   | 2014.   | 2024.    |
| -------------- | ------ | ------- | ------- | -------- |
| Emberek száma: | 10 411 | 10 822  | 10 762  | 9683     |
| Eltérés:       |        | +3,94 % | -0,55 % | -10,02 % |

| Év:            | 2023. | 2024.   |
| -------------- | ----- | ------- |
| Emberek száma: | 9788  | 9683    |
| Eltérés:       |       | -1,07 % |

1910-ben 2585-en lakták, ebből 966 szlovák, 919 német és 440 magyar.
2011-ben 10 940 lakosából 8604 szlovák, 985 roma és 309 ruszin.

## Neves személyek
- Itt született 1733-ban Erős Pál jezsuita pap, kanonok.
- Itt született 1968-ban Ľuboš Micheľ szlovák nemzetközi labdarúgó-játékvezető, parlamenti képviselő.
- Itt született 1975-ben Marek Špilár szlovák válogatott labdarúgó.
- Itt szolgált Unghváry Ede (1858-1916) sztropkói magyar királyi postamester, városi főbíró.

## Nevezetességei
- A város legnevezetesebb műemléke a 13. és 14. század fordulóján épített Krisztus Szent Teste és Vére tiszteletére szentelt gótikus, háromhajós katolikus templom. Gazdagon díszített kora barokk főoltára van.
- Ferences templom és kolostor a 17. századból.
- Gótikus-reneszánsz kastélya a 13. századi vár maradványaival.
- 19. századi klasszicista kastélya.
- Szent Cirill és Metód tiszteletére szentelt görögkatolikus temploma 1947-ben épült.
- ZOO Stropkov, a város 1984-ben megnyilt állatkertje.

## További információk

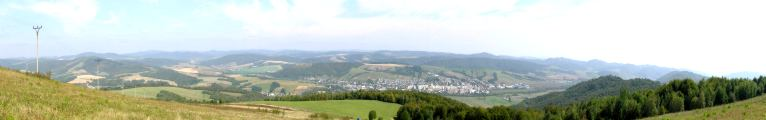
Sztropkó látképe